# Cabana de Banyell
La Cabana de Banyell és una cabana de muntanya de la Parròquia d'Ordino (Andorra) a 2.080 m d'altitud i situat a la banda dreta del riu de Rialb camí de Font Blanca i sota mateix el Port de Banyell.
Abans de construir-se el refugi de Rialb, aquesta cabana -també anomenada Cabana Vella- era l'únic aixopluc pels caminants que comerciaven entre El Serrat a Andorra i l'Arieja a través del Port de Banyell. Ara és força en desús i només l'utilitzen esporàdicament alguns excursionistes i pastors en cas de mal temps.